# Final de la Premiership de Nueva Zelanda 2017-18
La final de la Premiership de Nueva Zelanda 2017-18 fue el último partido de dicha competición y el que definió al campeón. Se disputó el 1 de abril de 2018 en el Estadio North Harbour de Auckland y enfrentó al Auckland City, que había vencido al Eastern Suburbs en semifinales; y al Team Wellington, que había hecho lo propio ante el Canterbury United. El Auckland ganó el partido por 1-0 y obtuvo su séptimo título.
Fue la cuarta vez que ambos equipos disputaron entre sí esta instancia y la tercera consecutiva. En la temporada 2013-14 el Auckland había ganado 1-0, mientras que tanto en la edición 2015-16 como en la 2016-17 el Team Welly se había impuesto 4-2 y 2-1, respectivamente. A su vez, fue la décima primera final, y sexta consecutiva, que jugaron los Navy Blues, que previamente habían ganado seis veces y perdido otras cuatro. Por el lado de los TeeDubs será la sexta en total y tercera consecutiva, habiendo vencido en dos ocasiones y perdido las restantes tres.

## Ficha del partido
| 1     | Guardameta     | Eñaut Zubikarai           |     |
| 9     | Defensa        | Darren White              |     |
| 6     | Defensa        | Te Atawhai Hudson-Wihongi |     |
| 5     | Defensa        | Ángel Berlanga            |     |
| 15    | Defensa        | Dan Morgan                |     |
| 7     | Centrocampista | Cameron Howieson          |     |
| 8     | Centrocampista | Albert Riera              |     |
| 11    | Centrocampista | Fabrizio Tavano           | 69' |
| 20    | Delantero      | Emiliano Tade             |     |
| 12    | Delantero      | Kris Bright               | 69' |
| 26    | Delantero      | Callum McCowatt           |     |
| D. T. | D. T.          | Ramon Tribulietx          |     |

| 1     | Guardameta     | Scott Basalaj         |     |
| 13    | Defensa        | Roy Kayara            |     |
| 2     | Defensa        | Justin Gulley         |     |
| 3     | Defensa        | Scott Hilliar         |     |
| 10    | Centrocampista | Nathanael Hailemariam |     |
| 4     | Centrocampista | Mario Ilich           |     |
| 14    | Centrocampista | Jack-Henry Sinclair   | 62' |
| 11    | Centrocampista | Mario Barcia          | 84' |
| 7     | Centrocampista | Eric Molloy           |     |
| 12    | Delantero      | Andrew Bevin          |     |
| 19    | Delantero      | Ross Allen            |     |
| D. T. | D. T.          | José Figueira         |     |

| 4  | Centrocampista | Mario Bilen     | 69' |
| 19 | Delantero      | Micah Lea'alafa | 69' |

| 10 | Delantero      | Nathanael Hailemariam | 56' |
| 11 | Centrocampista | Mario Barcia          | 66' |

| Anotado | 84' | Callum McCowatt | 1 -0 |

| Amonestado | 47'   | Emiliano Tade   |
| Amonestado | 90+1' | Eñaut Kubikarai |

| Amonestado | 80' | Scott Hilliar |
| Amonestado | 90' | Justin Gulley |

| Árbitro | Campbell-Kirk Waugh |

| 1     | Guardameta     | Eñaut Zubikarai           |     |
| 9     | Defensa        | Darren White              |     |
| 6     | Defensa        | Te Atawhai Hudson-Wihongi |     |
| 5     | Defensa        | Ángel Berlanga            |     |
| 15    | Defensa        | Dan Morgan                |     |
| 7     | Centrocampista | Cameron Howieson          |     |
| 8     | Centrocampista | Albert Riera              |     |
| 11    | Centrocampista | Fabrizio Tavano           | 69' |
| 20    | Delantero      | Emiliano Tade             |     |
| 12    | Delantero      | Kris Bright               | 69' |
| 26    | Delantero      | Callum McCowatt           |     |
| D. T. | D. T.          | Ramon Tribulietx          |     |

| 1     | Guardameta     | Scott Basalaj         |     |
| 13    | Defensa        | Roy Kayara            |     |
| 2     | Defensa        | Justin Gulley         |     |
| 3     | Defensa        | Scott Hilliar         |     |
| 10    | Centrocampista | Nathanael Hailemariam |     |
| 4     | Centrocampista | Mario Ilich           |     |
| 14    | Centrocampista | Jack-Henry Sinclair   | 62' |
| 11    | Centrocampista | Mario Barcia          | 84' |
| 7     | Centrocampista | Eric Molloy           |     |
| 12    | Delantero      | Andrew Bevin          |     |
| 19    | Delantero      | Ross Allen            |     |
| D. T. | D. T.          | José Figueira         |     |

| 4  | Centrocampista | Mario Bilen     | 69' |
| 19 | Delantero      | Micah Lea'alafa | 69' |

| 10 | Delantero      | Nathanael Hailemariam | 56' |
| 11 | Centrocampista | Mario Barcia          | 66' |

| Anotado | 84' | Callum McCowatt | 1 -0 |

| Amonestado | 47'   | Emiliano Tade   |
| Amonestado | 90+1' | Eñaut Kubikarai |

| Amonestado | 80' | Scott Hilliar |
| Amonestado | 90' | Justin Gulley |

| Árbitro | Campbell-Kirk Waugh |

| Bandera de Nueva Zelanda          |
| Campeón Auckland City 7.mo título |